# Matehuala
Matehuala is een stad in de Mexicaanse deelstaat San Luis Potosí. Matehuala heeft 70.150 inwoners (census 2005) en is de hoofdplaats van de gemeente Matehuala.
Ten tijde van de komst van de Spanjaarden werd Matehuala bewoond door de Guachichiles. Vermoedelijk is de plaatsnaam afkomstig van de Guachichiluitroep 'kom niet dichterbij!'.
De stad is de zetel van het rooms-katholieke bisdom Matehuala. 

## Geboren
- José de León Toral (1900-1929), radicaal katholiek en moordenaar van president Álvaro Obregón